# Estabelecimento empresarial
Estabelecimento empresarial  consiste no local (uma fábrica ou unidade de montagem ou loja de varejo ou armazém, etc.) onde os negócios são conduzidos, as mercadorias são fabricadas, armazenadas ou processadas ou onde os serviços são prestados.  Refere-se ao conjunto de bens organizados, materiais ou imateriais, utilizados pelo empresário para o exercício de suas atividades econômicas. Ele compreende tanto os elementos tangíveis, como instalações, máquinas, equipamentos e mercadorias, quanto os elementos intangíveis, como a clientela, o nome empresarial, a reputação e outros elementos que contribuem para o desenvolvimento do negócio. 
O estabelecimento empresarial é uma noção importante no campo do direito empresarial, pois representa um dos principais ativos de uma empresa. Em muitos sistemas jurídicos, ele é reconhecido e protegido como um direito do empresário. Em caso de transferência ou cessão do estabelecimento, há regras específicas para garantir a continuidade das atividades e a preservação dos interesses dos envolvidos. A definição exata e a proteção legal do estabelecimento empresarial podem variar de acordo com a legislação de cada país, mas, em linhas gerais, essa noção está relacionada à ideia de um conjunto organizado de elementos que permite a realização das atividades empresariais. 

## Origens
O estabelecimento empresarial é o conjunto de bens organizados, tangíveis e intangíveis, utilizado pelo empresário para conduzir suas atividades econômicas. Essa noção, embora inicialmente vinculada à compreensão comum de um local comercial ou industrial, adquire significado jurídico. A expressão abrange não apenas os elementos físicos, como instalações e mercadorias, mas também aspectos como clientela, reputação e relações obrigacionais. A dualidade da noção inclui tanto o conjunto de instrumentos utilizados na produção e distribuição de bens e serviços quanto as relações associadas a essa atividade. A perspectiva jurídica vai além da concepção vulgar, destacando o estabelecimento como o instrumento essencial para a condução da atividade econômica do empresário (FÉRES, 2018). 
Cada sistema jurídico cria suas próprias categorias, atribuindo nomes e significados, resultando em uma diversidade de termos, mesmo em línguas de origem latina. O caráter universal do Direito Comercial leva a que essas expressões ganhem reconhecimento além de suas fronteiras originais, resultando na coexistência de termos com significados semelhantes. No Brasil, o termo "estabelecimento comercial" foi historicamente utilizado para se referir ao conjunto de bens usados pelo agente econômico em suas atividades. O Código Comercial de 1850 também empregava a expressão "casa de comércio". Na França, surgiu a expressão "fonds de commerce", que foi adotada no Brasil como sinônimo de estabelecimento, como visto no Código Tributário Nacional. A equivalência entre os termos é discutida, mas a legislação brasileira, ao tratar do estabelecimento nos arts. 1.142 e seguintes do Código Civil, embora não o qualifique explicitamente como empresarial, o vincula à teoria da empresa. Assim, a designação "estabelecimento empresarial" é considerada mais apropriada, embora as expressões sinônimas sejam usadas ao longo do estudo (FÉRES, 2018). 
Os estudiosos Pietro Cerami e Aldo Petrucci destacam a presença da noção de estabelecimento desde a Antiguidade, mencionando a figura da "taberna instructa" e citando Ulpiano para explicar que a "azienda" é um conjunto organizado de bens e pessoas para o exercício da empresa. Na França, a expressão "fonds de commerce" desenvolveu-se e, posteriormente, substituiu "fonds de boutique". A legislação francesa, especialmente a Lei de 17 de março de 1909, tratou do estabelecimento e influenciou muitos ordenamentos jurídicos. Na Alemanha, desde 1900, o HGB regulamenta o estabelecimento, usando frequentemente a sinonímia entre estabelecimento e empresa. Na Itália, o estabelecimento recebeu atenção especial no Codice Civile de 1942, abordando principalmente a negociação unitária e seus efeitos. Em Portugal, não há uma sistemática legal específica para o estabelecimento. Na Europa, o Direito Comunitário trata principalmente de diretivas sobre sociedades e, tangencialmente, sobre os efeitos do trespasse. No Brasil, o Código Comercial de 1850 abordava o estabelecimento como o local onde o comerciante encontrava sua clientela. O Código Civil de 2002 trouxe normas sobre a negociação do estabelecimento, considerando as relações obrigacionais do alienante. O estudo destaca três grandes sistemas de regulação: o francês, centrado na tutela da clientela; o alemão, que muitas vezes trata o estabelecimento como sinônimo de empresa; e o italiano, que disciplina o estabelecimento como o conjunto organizado de bens utilizado pelo empresário. O Código Civil Brasileiro se assemelha mais ao sistema italiano, embora apresente pontos de convergência com os sistemas francês e alemão (FÉRES, 2018). 

## Conceito e natureza
Nos ordenamentos estrangeiros, como França e Alemanha, geralmente não há uma definição legal do estabelecimento, ficando a cargo da doutrina e, em alguns casos, da jurisprudência, elaborar conceitos adaptados às peculiaridades de cada sistema. Uma exceção é o Código Civil italiano, que, em seu art. 2.555, define a "azienda" como o conjunto de bens organizados pelo empresário para o exercício da empresa. No Brasil, antes do Código Civil de 2002, não havia uma definição legal do estabelecimento, seguindo a tendência europeia. No entanto, a codificação nacional, inspirada pelo modelo italiano, introduziu o conceito de "azienda" no art. 1.142, definindo o estabelecimento como todo complexo de bens organizado para o exercício da empresa por empresário ou sociedade empresária. O conceito brasileiro reflete os dois elementos predominantes destacados pela doutrina italiana: o complexo de bens e a organização. O complexo de bens possui um caráter instrumental para a empresa, sendo a base concreta para a atividade econômica do empresário. Notavelmente, as relações obrigacionais, como contratos, dívidas e créditos, não fazem parte do estabelecimento, conforme o Código Civil (FÉRES, 2018). 
O segundo elemento, a organização, destaca-se como essencial no conceito de estabelecimento. A organização implica que os bens componentes formem um conjunto articulado e conectado, onde cada parte é significativa para o todo. A maestria do empresário na gestão desses instrumentos é evidenciada pela organização do estabelecimento, sendo este elemento imprescindível para a atividade econômica. Em resumo, o estabelecimento, conforme definido pelo Código Civil brasileiro, é um complexo de bens organizado para o exercício da empresa, incluindo tanto os bens quanto a organização, sendo esta última crucial para a efetivação da atividade econômica do empresário (FÉRES, 2018). 
O Código Civil brasileiro, no art. 1.142, define estabelecimento como todo complexo de bens organizado para o exercício da empresa por empresário ou sociedade empresária. A elaboração de uma lista abstrata e absoluta de elementos comuns a todo estabelecimento é inviável, pois as características variam de acordo com o ramo de atividade. O legislador brasileiro optou por seguir a experiência italiana, conceituando o estabelecimento sem enumerar seus elementos. Em algumas ordens jurídicas, como Argentina e França, em vez de conceituarem o estabelecimento, elencam exemplos de elementos constitutivos, mas não se trata de uma lista fechada. No Brasil, a doutrina costuma listar elementos como mercadorias, mobiliário, instalações, nome empresarial, invenções, marcas, imóveis, ponto empresarial e nomes de domínio, refletindo a diversidade de bens corpóreos e incorpóreos (FÉRES, 2018). 
A questão da natureza jurídica do estabelecimento, se uma universalidade de fato ou de direito, gerava dissensões antes do Código Civil de 2002. Atualmente, o entendimento é claro: o estabelecimento é uma universalidade de fato. O legislador brasileiro, inspirado pelo Codice Civile italiano, estabelece que a coesão dos bens no estabelecimento se dá pela vontade do empresário, não por força de lei. A sistemática do Código Civil regula os efeitos obrigacionais da negociação do estabelecimento, mas isso não implica a presença de relações obrigacionais dentro da universalidade. O estabelecimento é uma unidade de fato, cuja alienação resulta na circulação de algumas obrigações, visando a preservação da empresa e a proteção dos credores. Os bens que compõem a universalidade de fato podem ser objeto de relações jurídicas autônomas, permitindo negociações unitárias (trespasse) ou singulares (FÉRES, 2018). 

## Trespasse
O trespasse é citado como a forma mais comum de alienação, frequentemente motivado por dificuldades econômicas e especulação. O texto destaca a falta de disposições no ordenamento português sobre os efeitos do trespasse nas dívidas do alienante. No contexto italiano, o adquirente torna-se solidariamente responsável pelas dívidas anteriores, seguindo a escrituração mercantil obrigatória. O Código Civil brasileiro, por meio do artigo 1.146, atribui ao adquirente a responsabilidade pelo pagamento das dívidas anteriores, com uma mudança após um ano, quando o alienante continua solidariamente obrigado apenas pelos créditos. O artigo 1.148 trata da transferência de contratos, com o adquirente sendo sub-rogado nos contratos, salvo disposição em contrário. Terceiros podem rescindir contratos em noventa dias se houver justa causa, com responsabilidade do alienante. O artigo 1.149 aborda a cessão de créditos ao adquirente, considerada como contrapartida às dívidas assumidas. No direito brasileiro, os créditos são transmitidos automaticamente ao adquirente, diferindo do entendimento italiano (FÉRES, 2018). 